# Condeúba
Condeúba is een gemeente in de Braziliaanse deelstaat Bahia. De gemeente telt 17.210 inwoners (schatting 2009).

## Aangrenzende gemeenten
De gemeente grenst aan Cordeiros, Guajeru, Jacaraci, Mortugaba, Presidente Jânio Quadros en São João do Paraíso (MG).